# 利弗夫人美術館

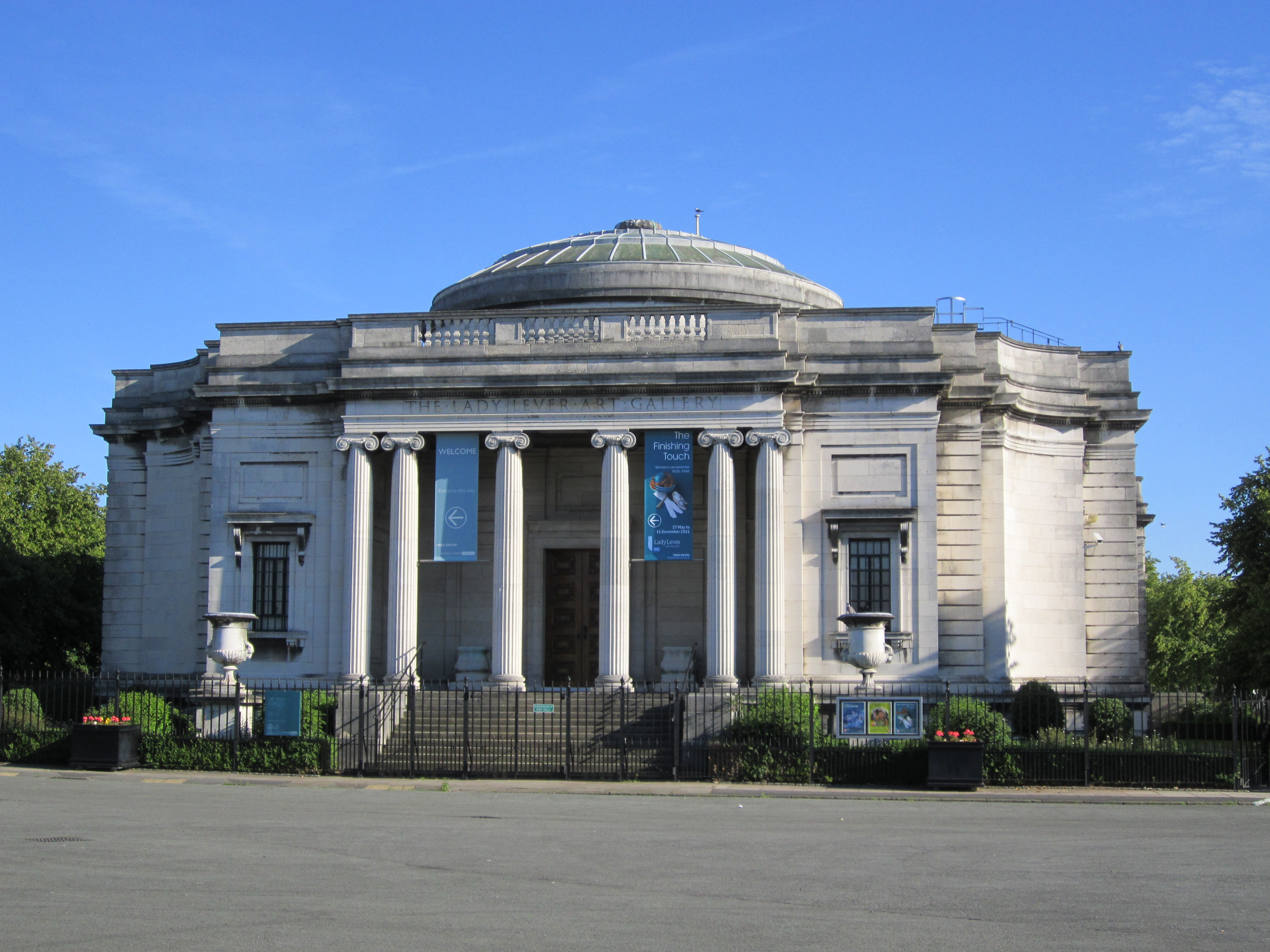
利弗夫人美術館

利弗夫人美術館（Lady Lever Art Gallery）是位於英國利物浦的一家美術館，由實業家和慈善家威廉·利弗創建，開業於1922年。利弗夫人美術館主要收藏展示維多利亞時代後期和愛德華時代的美術品。現在利弗夫人美術館是利物浦國家博物館群的一部分。2015年，美術館的部分展區關閉進行整修。2016年春季，這些展區重新開放。

## 外部連結
- Lady Lever Art Gallery official web site（页面存档备份，存于）
- What's On at the Lady Lever Art Gallery（页面存档备份，存于）
- A personal view with photographs.
- 關於其詳細資料（215404），英格蘭圖庫，英格蘭遺產委員會

53°21′21″N 2°59′57″W / 53.3558°N 2.9993°W